# 義大利跳棋
義大利跳棋（Italian draughts），是流行於義大利的跳棋類遊戲。

## 棋具
- 棋盤為8*8的西洋棋棋盤。

- 以兩色扁圓狀的棋子區分敵我，一體兩類，正面稱為兵，反面稱為王，每方各十二枚。

## 棋規
- 兵皆放在離己方最近的三橫行的深色棋格。

- 升變：當回合結束兵停在敵方底行時，將其翻面改稱為王，其後回合的移動改用王的方式。

- 每回合玩家可能有二種行動，以跳吃為優先：
  - 跳吃：若條件符合，必須連跳吃。跳過敵棋完後，才把該些敵棋移出棋盤。
    - 兵跳過一枚前斜鄰格的敵兵，落到後者的第一個空格，不可跳過敵王。
    - 王跳過一枚斜鄰格的敵棋，落在後者的第一個空格。
    - 若有兩條以上路徑可吃子時，依下述流程作篩選：
      - 選敵棋數較多的路徑；
        - 選以王來吃。
          - 選敵王數較多的路徑；
            - 選首枚被吃子是敵王的路徑；
              - 任選上述都符合的路徑。

  - 無法跳吃時，移動一己子到鄰角空格，唯兵卒不可後退。

- 消滅所有敵棋或是讓敵棋無法移動者勝。[1]

## 外部連結
- 遊戲介紹
- 包含義大利跳棋的免費遊戲 （页面存档备份，存于）